# アルバ公爵ホセ・アルバレス・デ・トレドの肖像
『アルバ公爵ホセ・アルバレス・デ・トレドの肖像』（アルバこうしゃくホセ・アルバレス・デ・トレドのしょうぞう、西: José Álvarez de Toledo, duque de Alba, 英: José Álvarez de Toledo, Duke of Alba）は、スペインのロマン主義の巨匠フランシスコ・デ・ゴヤが1795年頃に制作した肖像画である。油彩。第13代アルバ女公爵マリア・デル・ピラール・テレサ・カイエターナ・デ・シルバと結婚した第11代ビリャフランカ侯爵ホセ・アルバレス・デ・トレド・オソリオ・イ・グスマンを描いている。現在はマドリードのプラド美術館に所蔵されている。また異なるバージョンがサラゴサのゴヤ美術館＝イベルカハ・コレクション＝カモン・アスナル美術館とアメリカ合衆国イリノイ州のシカゴ美術館に所蔵されている。

## 人物
第11代ビリャフランカ侯爵ホセ・アルバレス・デ・トレドは1756年にマドリードで第10代ビリャフランカ侯爵アントニオ・アルバレス・デ・トレド・イ・ペレス・デ・グスマンと、初代ソルフェリーノ公爵フランチェスコ・ゴンサガ（Francesco Gonzaga）の娘マリア・アントニア・ゴンサガとの間に生まれた。1775年にアルバ女公爵マリア・デル・ピラール・テレサ・カイエターナ・デ・シルバと結婚し、アルバ公爵となった。彼はカルロス4世の侍従であり、1789年に新大陸の大宰相および首席記録官に選出、1791年にセビリアの異端審問官に任命され、セビリアに赴いた。またカルロス3世勲章、金羊毛勲章を授与された。公爵は敬虔かつ啓蒙主義の貴族で、乗馬と音楽の愛好者であった。特にオーストリアの音楽家フランツ・ヨーゼフ・ハイドンの熱心な崇拝者で、1780年代以来、多くの楽譜を依頼した。その中にはハイドンが公爵のために作曲したものも数点あった。肖像画が描かれた1795年、高名な探検家だったアレハンドロ・マラスピナが宰相マヌエル・デ・ゴドイを排除し、その代わりに公爵を宰相として立てようと企てたとして宮廷を追われた。公爵がこの計画について知っていたかどうかは定かではない。翌1796年にセビリアで死去。

## 作品

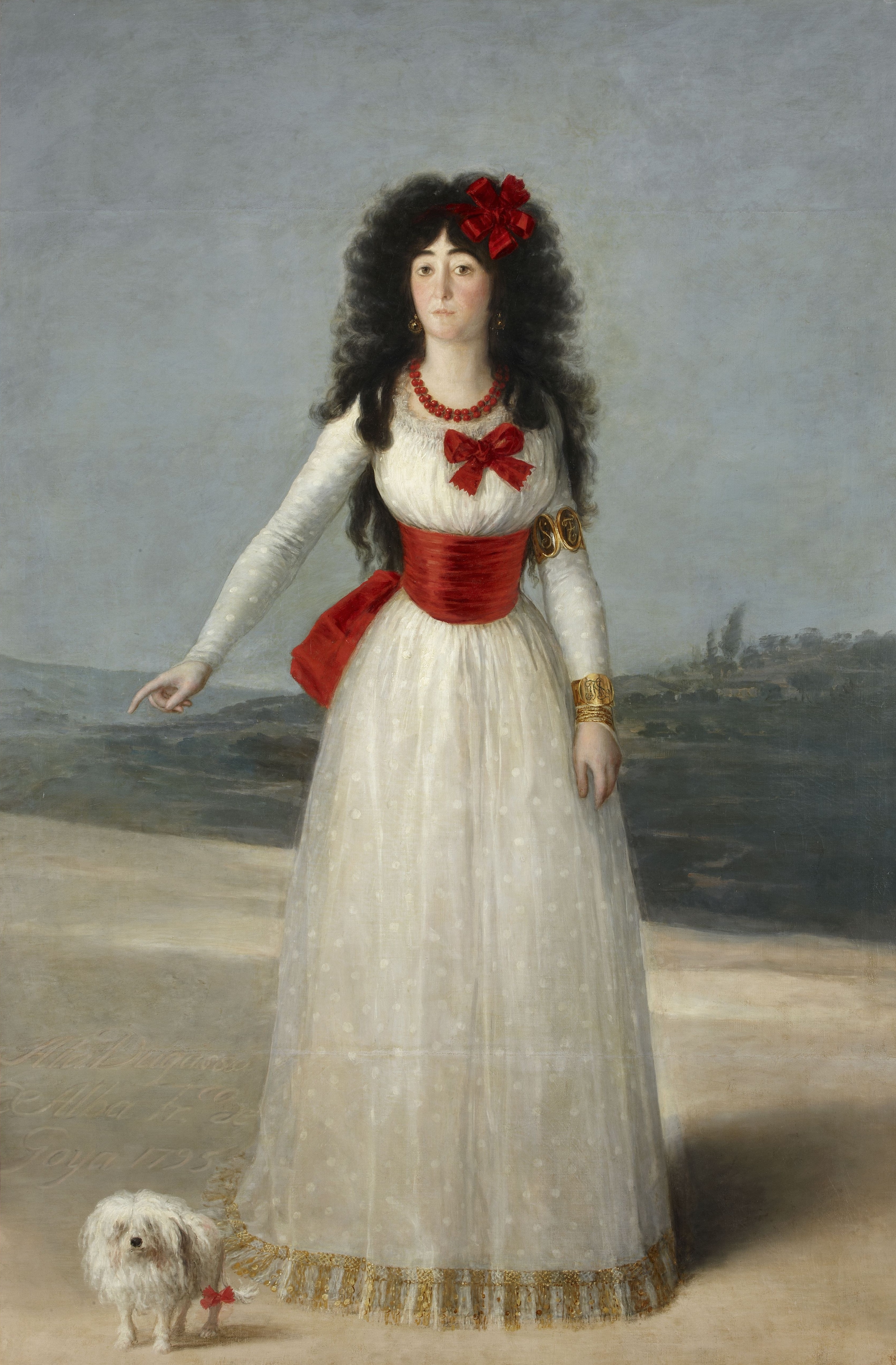
ゴヤの『白衣のアルバ女公爵』。1795年頃。リリア宮殿所蔵。

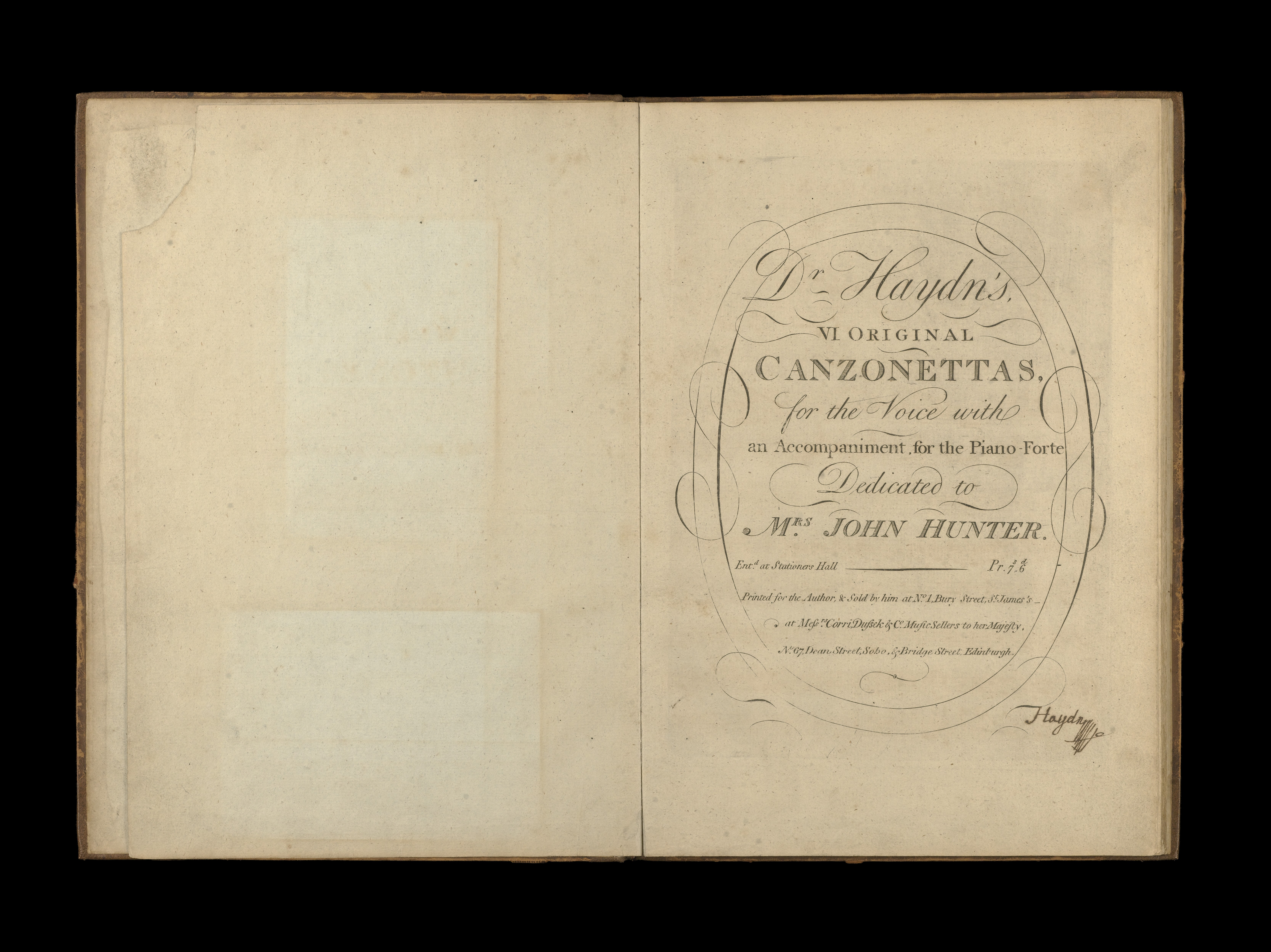
ハイドンの「オリジナル・カンツォネッタ集VI」。英語版。1794年。

公爵はフランスで流行していた優雅なファッションに身を包み、オフィスの机に右腕を置いて寄りかかりながら立っている。全身像で描かれた公爵は、ここでは勲章を身に着けておらず、公的というよりはむしろ熟練の騎手であるとともに経験豊富な音楽家としての私的な姿で画面に登場している。公爵が着ているのは乗馬服であり、茶色のフロックコートの下に青いドット模様のある白いベストを着て、緑色がかった灰色のストッキング、拍車がついた黒い乗馬用のブーツを履いている。両手で持っているのはハイドンの楽譜であり、机の上には黒い帽子とさらにその奥に彼が得意としたバイオリンが置かれている。優雅でくつろいだ態度は晴朗さと冷静沈着さを併せ持った公爵の人柄を反映している。公爵の表情はやや憂鬱そうであり、芸術を愛好する繊細さを表しているが、同時にその知的な表情は共感や愛情とともに鑑賞者に語りかけている。
ゴヤはしばしば肖像画で暗い背景を使用したが、本作品では代わりに公爵を宮殿内部の壁の前に配置している。ゴヤの作品では珍しく、背後の壁に照明を反射させて室内を明るくしており、画面全体に奥行きを与えるという表現をとっている。ゴヤは様々なディテールを巧みに取り入れて公爵の美徳を引き出しているだけでなく、机の配置によって遠近感を強調した完璧な空間構成と、卓越した絵画技法で際立っている。
この肖像画は『白衣のアルバ女公爵』（La duquesa de Alba de blanco）の対作品であると広く信じられてきた。しかし近年行われたX線撮影を用いた科学的調査と絵画の洗浄によって、もともとのサイズが判明し（195 x 115 cm）、対作品と見なす考えが疑問視されている。

### 楽譜
公爵が手にしている楽譜の表紙には「ピアノ伴奏付き歌曲集IV」（Cuatro Cancs / con Aconp.to de Fort p.o / del S.r Haydn.）と記されている。現存するハイドンの手紙から、公爵のために数曲の弦楽四重奏曲が書かれたことは分かっているが、描かれた楽譜は公爵のために書かれたものではなく、この楽譜に対応する版も見つかっていない。当時のスペインには音楽関係の出版社はなく、イタリアやオーストリアから楽譜を持ち込んでいた。アメリカ合衆国、イギリス、スペインの研究者によると、1790年代にスペインにおいて同様の題名で出版された楽譜は確認されていない。現在知られているハイドンの作品の中で最も有力な候補は、1784年にウィーンの音楽出版社アルタリアから出版された「歌曲集VI」（Hob.XXVIa: 13-24）である。これは1794年に再版され、同年にロンドンで英語版「オリジナル・カンツォネッタ集VI」（VI Original Canzonettas, Hob.XXVIa: 25-30）も出版された。ロンドン版の楽譜は縦長だが、画面の中の楽譜は横長となっている。これは声楽の楽譜よりも鍵盤楽器の楽譜で一般的であった。しかし表紙の楕円形の装飾フレームは実際の楽譜と類似している。本来「歌曲集VI」であったであろうものが画面の中で「歌曲集IV」に変化している理由は判然としないが、翻訳の問題ではないかと考えられている。

## 来歴
肖像画はアルバ公爵の兄弟である第12代ビリャフランカ侯爵フランシスコ・デ・ボルハ・アルバレス・デ・トレドの手に渡り、以後、第12代ビリャフランカ侯爵の家系に相続された。肖像画は息子の第13代ビリャフランカ侯爵ペドロ・デ・アルカンタラ・アルバレス・デ・トレド、孫の第18代メディナ＝シドニア公爵家および第14代ビリャフランカ侯爵ホセ・ホアキン・アルバレス・デ・トレド・イ・シルバ、さらに曾孫の第26代ニエブラ伯爵および第15代ロス・ベレス侯爵アロンソ・アルバレス・デ・トレド・イ・カロに相続され、1897年にこの人物によって本作品を含む4点の絵画がプラド美術館に遺贈された。ただし、ニエブラ伯爵の未亡人マリア・トリニダード・カバレロ・イ・ムギロ（María Trinidad Caballero y Muguiro）は死去する1926年まで用益権を行使した。

## ギャラリー
関連するゴヤの肖像画

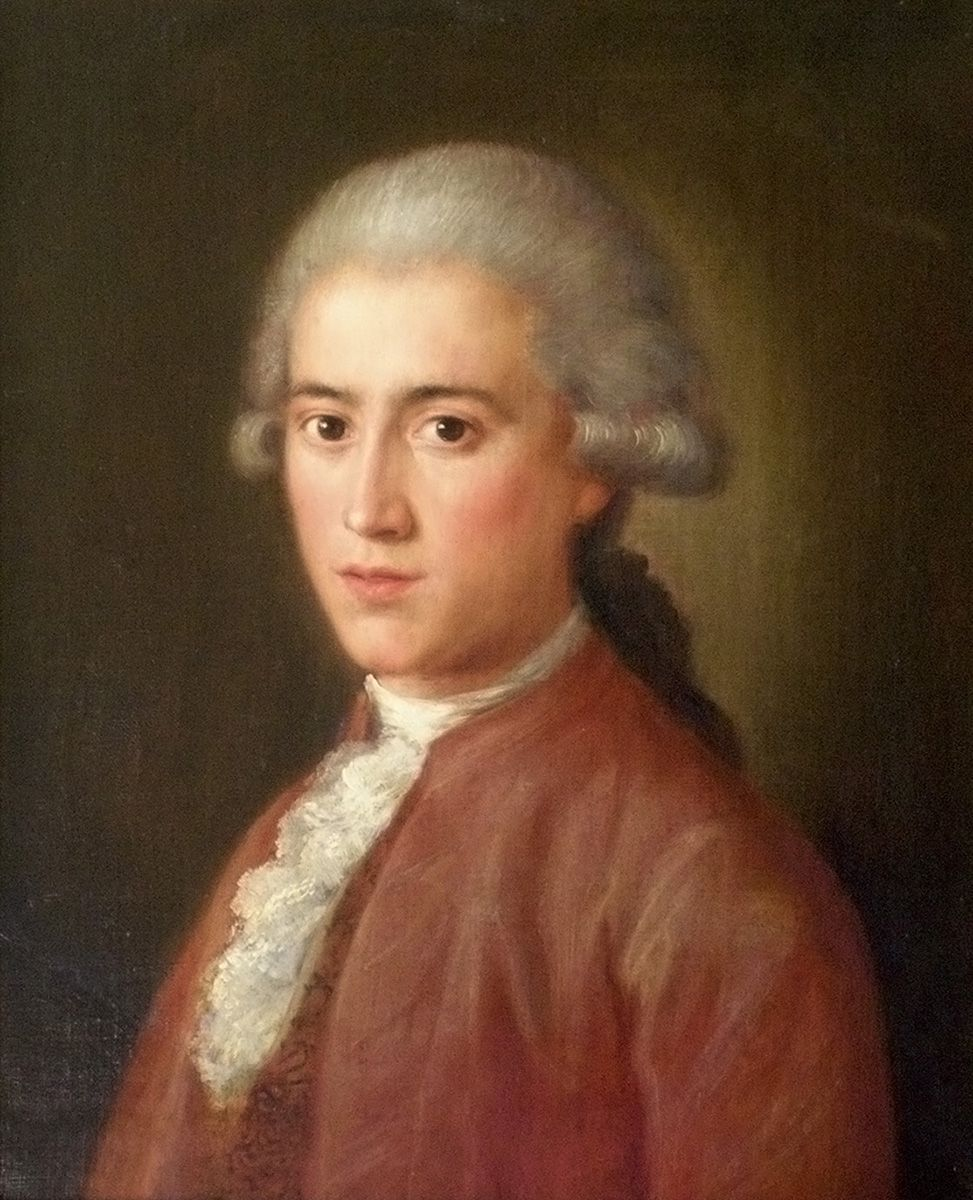
『ビリャフランカ公爵ホセ・アルバレス・デ・トレドの肖像』1783年頃 ゴヤ美術館＝イベルカハ・コレクション＝カモン・アスナル美術館（英語版）所蔵
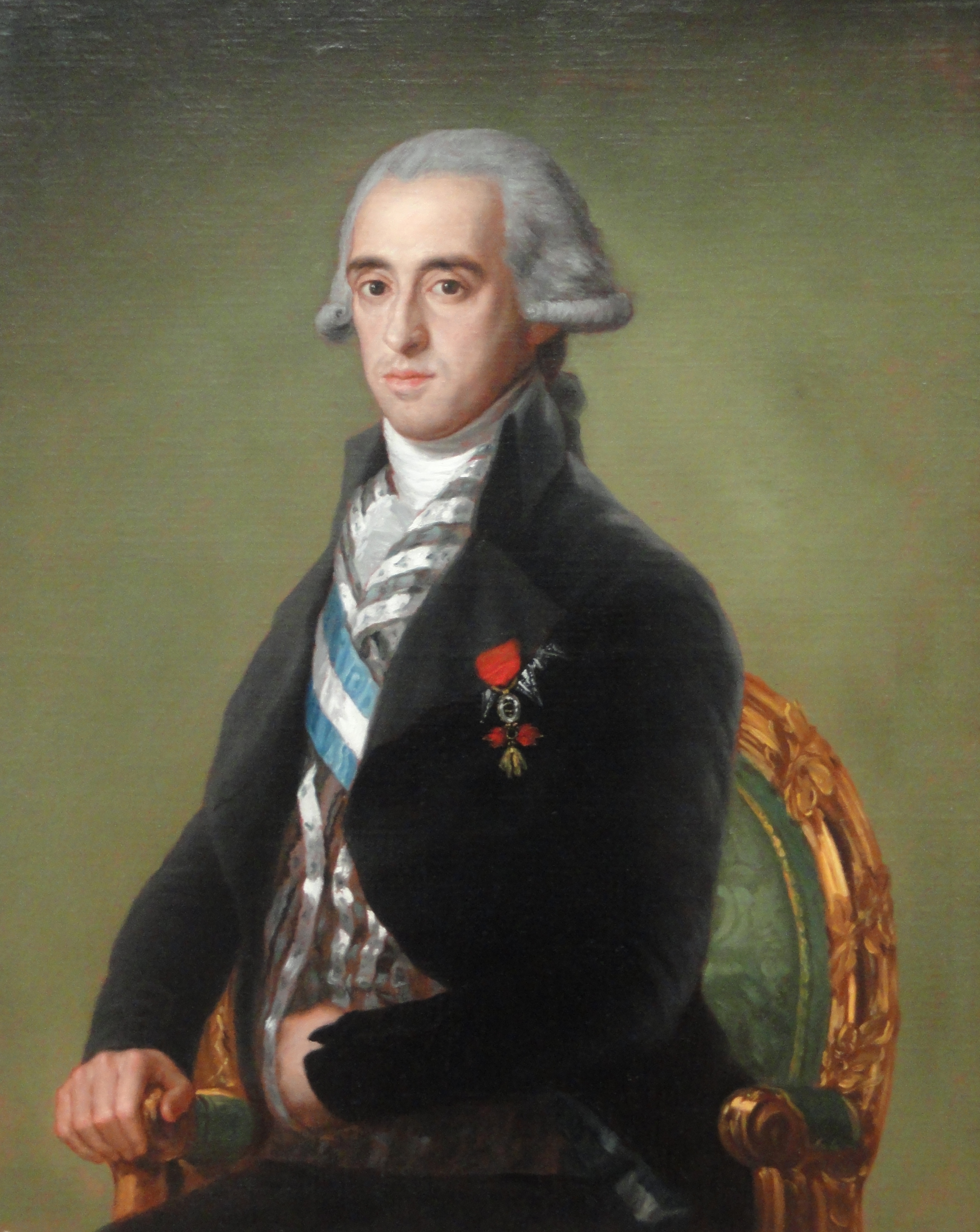
『アルバ公爵ホセ・アルバレス・デ・トレドの肖像』1795年頃 シカゴ美術館所蔵

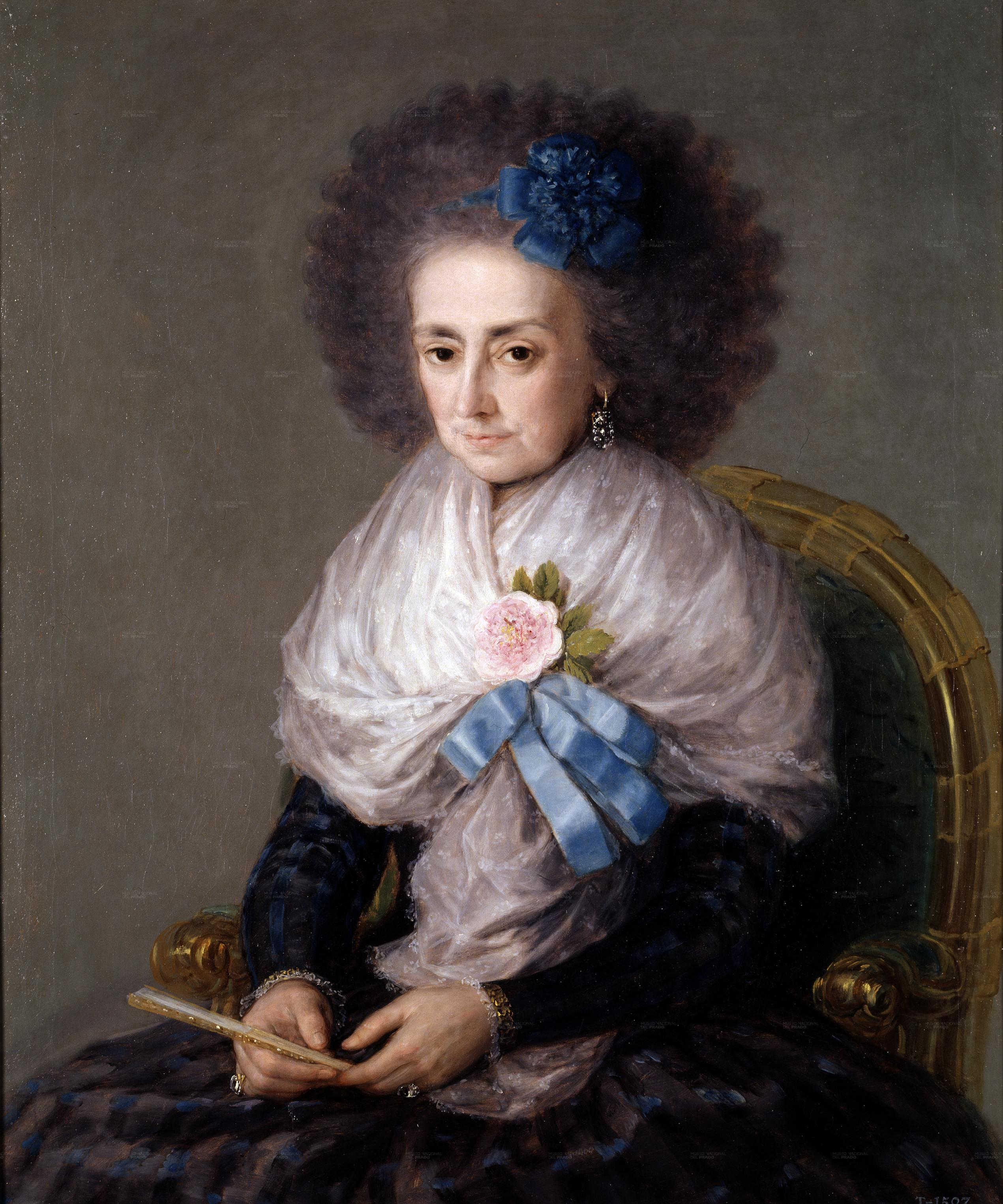
『ビリャフランカ侯爵夫人マリア・アントニア・ゴンサガの肖像』1795年頃 プラド美術館所蔵
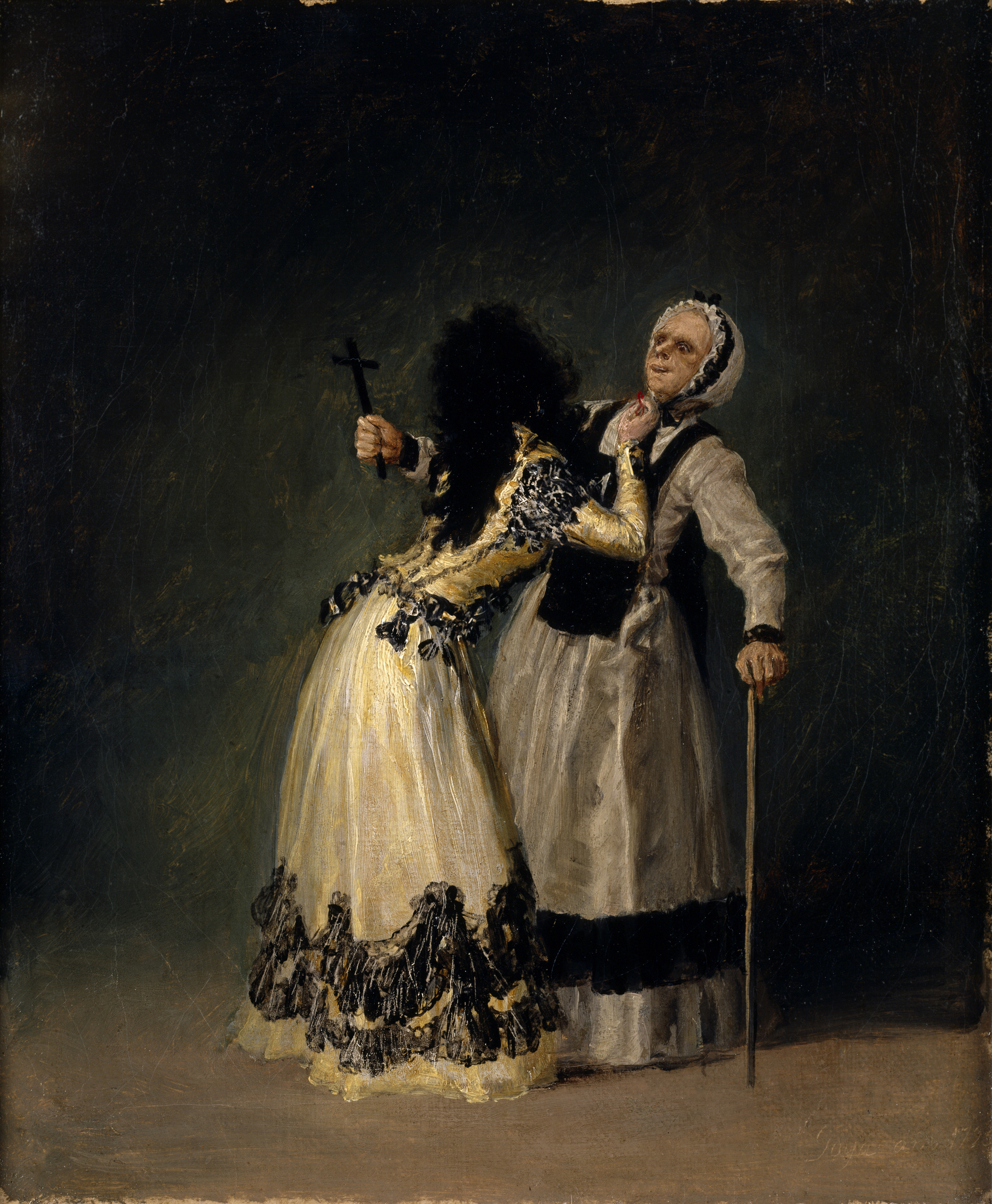
『アルバ女公爵とラ・ベアタ』1795年 プラド美術館所蔵
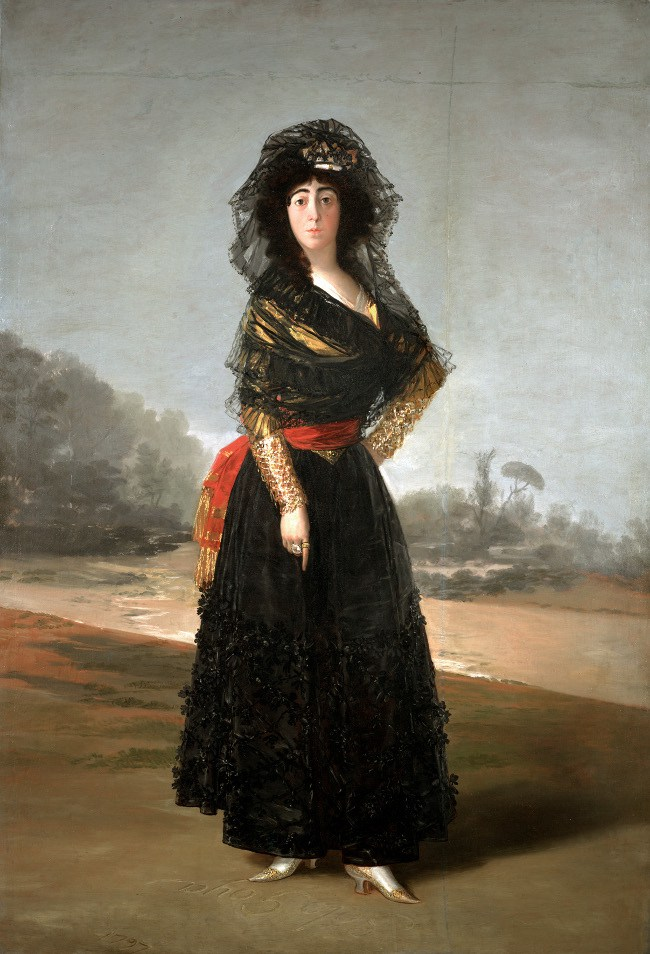
『黒衣のアルバ女公爵』1797年 アメリカ・ヒスパニック協会（英語版）所蔵
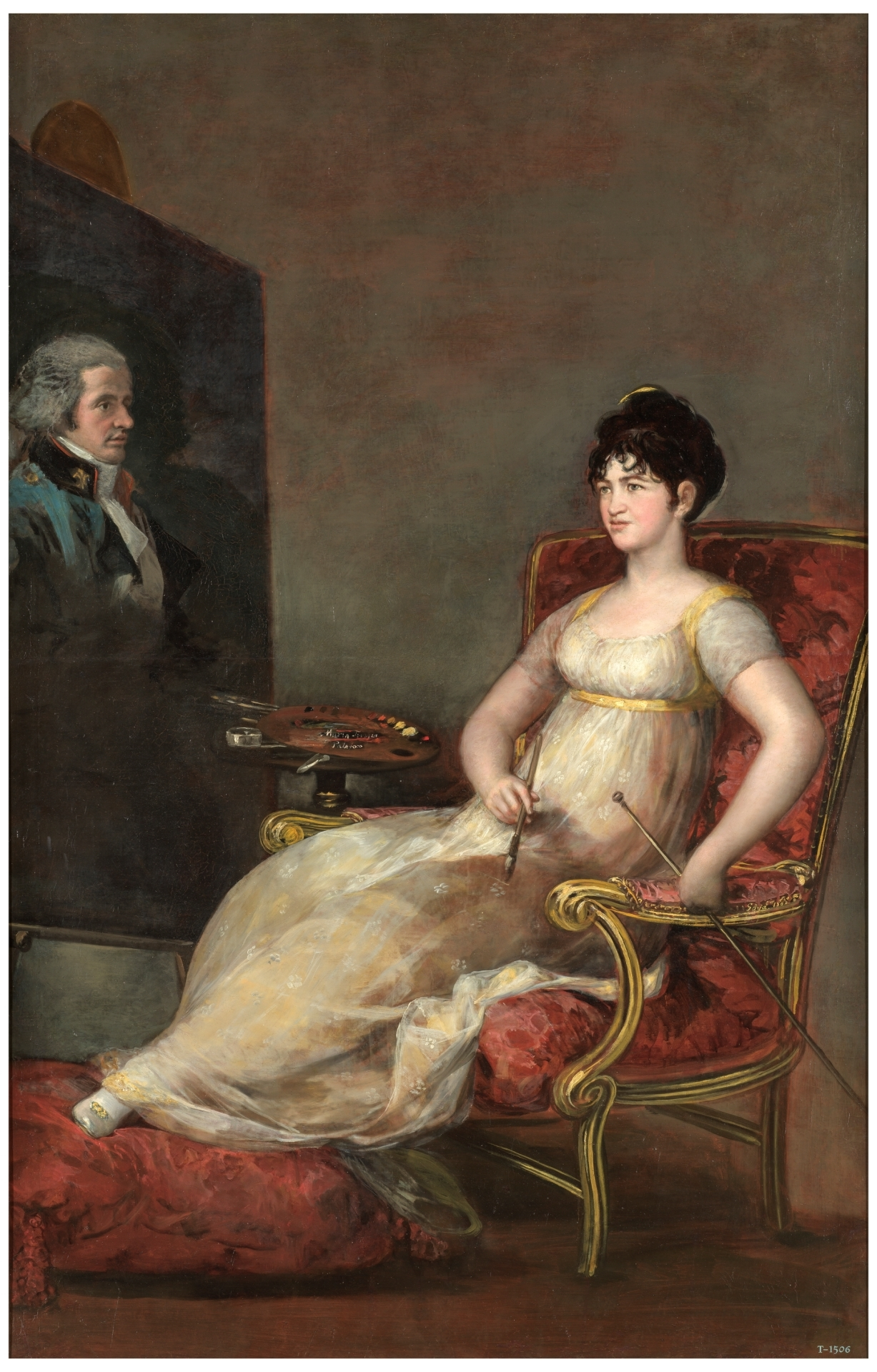
『ビリャフランカ侯爵夫人マリア・トマサ・デ・パラフォクスの肖像』1804年 プラド美術館所蔵